# René Coty
René-Jules-Patric-Gustave Coty (Le Havre, 20 marzo 1882 – Le Havre, 22 novembre 1962) è stato un politico francese, presidente della repubblica di Francia dal 16 gennaio 1954 all'8 gennaio 1959.

## Biografia
Era uno dei cinque figli di Jean Coty, direttore di collegio, e di Blanche Sence. Aveva due sorelle, Nelly e Marthe, e due fratelli, Marcel e Henri. Avvocato a Le Havre, specializzato in diritto marittimo e commerciale, divenne presto influente negli ambienti industriali della Normandia. Deputato repubblicano di sinistra dal 1923, fu poi senatore dal 1936 al 1940. Nel luglio 1940 votò per il conferimento dei pieni poteri al maresciallo Pétain. Di nuovo deputato dopo la guerra, divenne ministro della ricostruzione e dell'urbanizzazione dal 1947 al 1948, e vice presidente del Consiglio della Repubblica dal 1949 al 1953.
Il 23 dicembre 1953 fu eletto, dopo dodici scrutini, Presidente della Repubblica, con 477 voti (contro 329 andati all'altro candidato Marcel-Edmond Naegelen). Durante il mandato fu sostenitore della causa del rafforzamento dell'esecutivo denunciando in più occasioni la pericolosità delle crisi ministeriali. Quando la situazione in Algeria il 13 maggio 1958 divenne particolarmente critica, provocando una crisi più grave delle precedenti, si adoperò per il ritorno di Charles de Gaulle alla presidenza: consegnò, infatti, a quest'ultimo, dopo la costituzione della quinta repubblica francese, i poteri presidenziali (8 gennaio 1959).